# Danh sách đĩa nhạc của CL
CL là rapper và là ca sĩ kiêm nhạc sĩ người Hàn Quốc. Cô ấy đã cho phát hành một album phòng thu và một đĩa mở rộng. Đĩa đơn đầu tay của cô ấy "The Baddest Female" đã vào được top 5 của Gaon Digital Chart. Theo sau đó là bài hát "MTBD" trong album Crush của 2NE1 và các đĩa đơn riêng lẻ khác như "Doctor Pepper" và "Hello Bitches". Trong 2016, đĩa đơn tiếng Anh đầu tiên của cô ấy "Lifted" đã giúp cô ấy trở thành nữ nghệ sĩ hát lẻ Hàn Quốc đầu tiên xuất hiện trên Billboard Hot 100. Trong 2019, cô ấy ra mắt đĩa mở rộng đầu tay In The Name of Love chỉ ở định dạng nhạc số, và tất cả bài hát từ đĩa mở rộng đó xuất hiện trong top 20 Billboard World Digital Songs.

## Album phòng thu
| Tên   | Chi tiết                                                                                           |
| ----- | -------------------------------------------------------------------------------------------------- |
| Alpha | - Phát hành: Tháng 10 năm 2021 - Hãng: Very Cherry, Kakao M - Định dạng: Tải nhạc, phát trực tuyến |

## Đĩa mở rộng
| Tên                 | Chi tiết                                                                                        |
| ------------------- | ----------------------------------------------------------------------------------------------- |
| In the Name of Love | - Phát hành: 17 tháng 12 năm 2019 - Hãng: SuneV, Kakao M - Định dạng: Tải nhạc, phát trực tuyến |

## Đĩa đơn
| "Please Don't Go" (với Minzy) | 2009 | *   | —  | —  | *  | —                           | To Anyone                 |
| "The Baddest Female" (나쁜 기집애) | 2013 | 4   | —  | —  | 3  | - Hàn: 549,324 - Mỹ: 26,000 | Đĩa đơn không thuộc album |
| "Doctor Pepper" (với Diplo, Riff Raff và OG Maco) | 2015 | 47  | —  | —  | —  | —                           | Đĩa đơn không thuộc album |
| "Hello Bitches" | 2015 | 21  | —  | —  | —  | - Hàn: 170,448              | Đĩa đơn không thuộc album |
| "Lifted" | 2016 | —   | 94 | 31 | —  | —                           | Đĩa đơn không thuộc album |
| "Rewind" | 2019 | —   | —  | —  | 4  | —                           | In the Name of Love       |
| "Done" | 2019 | 154 | —  | —  | 3  | —                           | In the Name of Love       |
| "Paradox" | 2019 | —   | —  | —  | 7  | —                           | In the Name of Love       |
| "I Quit" | 2019 | —   | —  | —  | 9  | —                           | In the Name of Love       |
| "One and Only" | 2019 | —   | —  | —  | 13 | —                           | In the Name of Love       |
| "Thnx" | 2019 | —   | —  | —  | 16 | —                           | In the Name of Love       |
| "Hwa" | 2020 | —   | —  | —  | 3  | —                           | Alpha                     |
| "5 Star" | 2020 | —   | —  | —  | 13 | —                           | Alpha                     |
| "Wish You Were Here" | 2021 | —   | —  | —  | —  | —                           | Đĩa đơn không thuộc album |
| "Spicy" | 2021 |     |    |    |    |                             | Alpha                     |
| "CTB" | 2021 |     |    |    |    |                             | Alpha                     |
| "—" biểu thị các bản phát hành không có trong bảng xếp hạng hoặc không được phát hành ở khu vực đó. "*" biểu thị các bảng xếp hạng không tồn tại tại thời điểm phát hành. |      |     |    |    |    |                             |                           |

### Đĩa đơn quảng bá
| Tên       | Năm  | Album |
| --------- | ---- | ----- |
| "Post Up" | 2020 | Alpha |

### Góp giọng
| "Hot Issue" (Big Bang hợp tác với CL) | 2007 | *  | —  | —  | —  | —  | —  | —   | Hot Issue                     |
| "DJ" (Uhm Jung-hwa hợp tác với CL) | 2008 | *  | —  | —  | —  | —  | —  | —   | D.I.S.C.O                     |
| "What" (YMGA hợp tác với YG Family và DJ Wreckx) | 2008 | *  | —  | —  | —  | —  | —  | —   | Đĩa đơn không thuộc album     |
| "The Leaders" (G-Dragon hợp tác với CL và Teddy) | 2009 | *  | —  | —  | —  | —  | —  | —   | Heartbreaker                  |
| "Kiss" (Sandara Park hợp tác với CL) | 2009 | *  | —  | —  | —  | —  | —  | —   | To Anyone                     |
| "Dirty Vibe" (Skrillex với Diplo, G-Dragon và CL) | 2014 | —  | —  | —  | —  | 15 | —  | —   | Recess                        |
| "Daddy" (PSY hợp tác với CL) | 2015 | 1  | 68 | 36 | 97 | 6  | 20 | 103 | Chiljip Psy-da                |
| "Surrender" (Lil Yachty hợp tác với CL và Shaiana) | 2017 | —  | —  | —  | —  | —  | —  | —   | Teenage Emotions              |
| "Dopeness" (The Black Eyed Peas hợp tác với CL) | 2018 | —  | —  | —  | —  | —  | —  | —   | Masters of the Sun Vol. 1     |
| "Cut It Up" (PKCZ hợp tác với CL và Afrojack) | 2019 | —  | —  | —  | —  | —  | —  | —   | Đĩa đơn không thuộc album     |
| "Looooose Controlla" (Kim Ximya hợp tác với CL) | 2020 | —  | —  | —  | —  | —  | —  | —   | Dog                           |
| "No Blueberries" (DPR Ian hợp tác với DPR Live, CL) | 2020 | 78 | —  | —  | —  | —  | —  | —   | Moodswings in This Order      |
| "Rosario" (Epik High hợp tác với Zico & CL) | 2021 | 11 | 11 | —  | —  | —  | —  | —   | Epik High is Here 上 (Part 1) |
| "—" biểu thị các bản phát hành không có trong bảng xếp hạng hoặc không được phát hành ở khu vực đó. "*" biểu thị các bảng xếp hạng không tồn tại tại thời điểm phát hành. |      |    |    |    |    |    |    |     |                               |

## Các bài hát khác có xếp hạng
| Tên           | Năm  | Vị trí cao nhất | Vị trí cao nhất | Doanh số       | Album |
| Tên           | Năm  | Hàn             | Mỹ World        | Doanh số       | Album |
| ------------- | ---- | --------------- | --------------- | -------------- | ----- |
| "MTBD" (멘붕) | 2014 | 15              | 9               | - Hàn: 647,690 | Crush |

## Nhạc phim
| Tên                 | Năm  | Album                     |
| ------------------- | ---- | ------------------------- |
| "No Better Feelin'" | 2017 | My Little Pony: The Movie |

## Tham gia sáng tác
| Năm  | Album               | Bài hát              | Lời           | Lời                                                                    | Nhạc          | Nhạc            |
| Năm  | Album               | Bài hát              | Được ghi nhận | Với                                                                    | Được ghi nhận | Với             |
| ---- | ------------------- | -------------------- | ------------- | ---------------------------------------------------------------------- | ------------- | --------------- |
| 2009 | Heartbreaker        | "The Leaders"        | Yes           | G-Dragon, Teddy Park                                                   | No            | —               |
| 2013 | Không thuộc album   | "The Baddest Female" | Yes           | Teddy Park                                                             | No            | —               |
| 2014 | Crush               | "Crush"              | Yes           | —                                                                      | Yes           | Choice37        |
| 2014 | Crush               | "If I Were You"      | Yes           | —                                                                      | Yes           | Dee.P           |
| 2014 | Crush               | "MTBD" (멘붕)        | Yes           | Teddy Park                                                             | No            | —               |
| 2014 | Crush               | "Scream"             | Yes           | —                                                                      | No            | —               |
| 2014 | Crush               | "Baby I Miss You"    | Yes           | —                                                                      | Yes           | Choice37, Dee.P |
| 2015 | Không thuộc album   | "Doctor Pepper"      | Yes           | Thomas Wesley Pentz, Riff Raff, OG Maco, Brian Wollman, Jordan Safford | No            | —               |
| 2015 | Không thuộc album   | "Hello Bitches"      | Yes           | Teddy Park, Danny Chung, Jean-Baptiste Kouame                          | No            | —               |
| 2016 | Không thuộc album   | "Lifted"             | Yes           | Teddy Park, Asher Roth, Robert Diggs, Clifford Smith                   | No            | —               |
| 2016 | Không thuộc album   | "₩1,000,000"         | Yes           | G-Dragon, Okasian, BewhY                                               | No            | —               |
| 2017 | Không thuộc album   | "Goodbye"            | Yes           | Oh Hyuk                                                                | No            | —               |
| 2019 | In the Name of Love | "Done"               | Yes           | Bobby Brackins                                                         | No            | —               |
| 2019 | In the Name of Love | "Rewind"             | Yes           | August Grant                                                           | No            | —               |
| 2019 | In the Name of Love | "Paradox"            | Yes           | Tokki                                                                  | No            | —               |
| 2019 | In the Name of Love | "One And Only"       | Yes           | Tokki                                                                  | No            | —               |
| 2019 | In the Name of Love | "I Quit"             | Yes           | Tokki                                                                  | No            | —               |
| 2019 | In the Name of Love | "Thnx"               | Yes           | —                                                                      | Yes           | —               |
| 2020 | Alpha               | "HWA"                | Yes           | Tokki, Jean-Baptiste Kouame                                            | No            | —               |
| 2020 | Alpha               | "5 Star"             | Yes           | Koko LaRoo, Jean-Baptiste Kouame, Suburban Plaza, Tablo                | No            | —               |
| 2021 | Không thuộc album   | "Wish You Were Here" | Yes           | Asia Whiteacre, Boniq, Elizabeth Mencel, Gary Hill, MNEK               | No            | —               |